# Битва біля Козмінського лісу
Битва біля Козмінського лісу — подія 26 жовтня 1497 року біля Козмінського лісу на Буковині (біля села Валя Кузьмина на території сучасної Чернівецької області України), битва армій молдавського господаря Штефана III і польського короля Яна I Ольбрахта. Молдавський господар вийшов переможцем.

## Хід битви

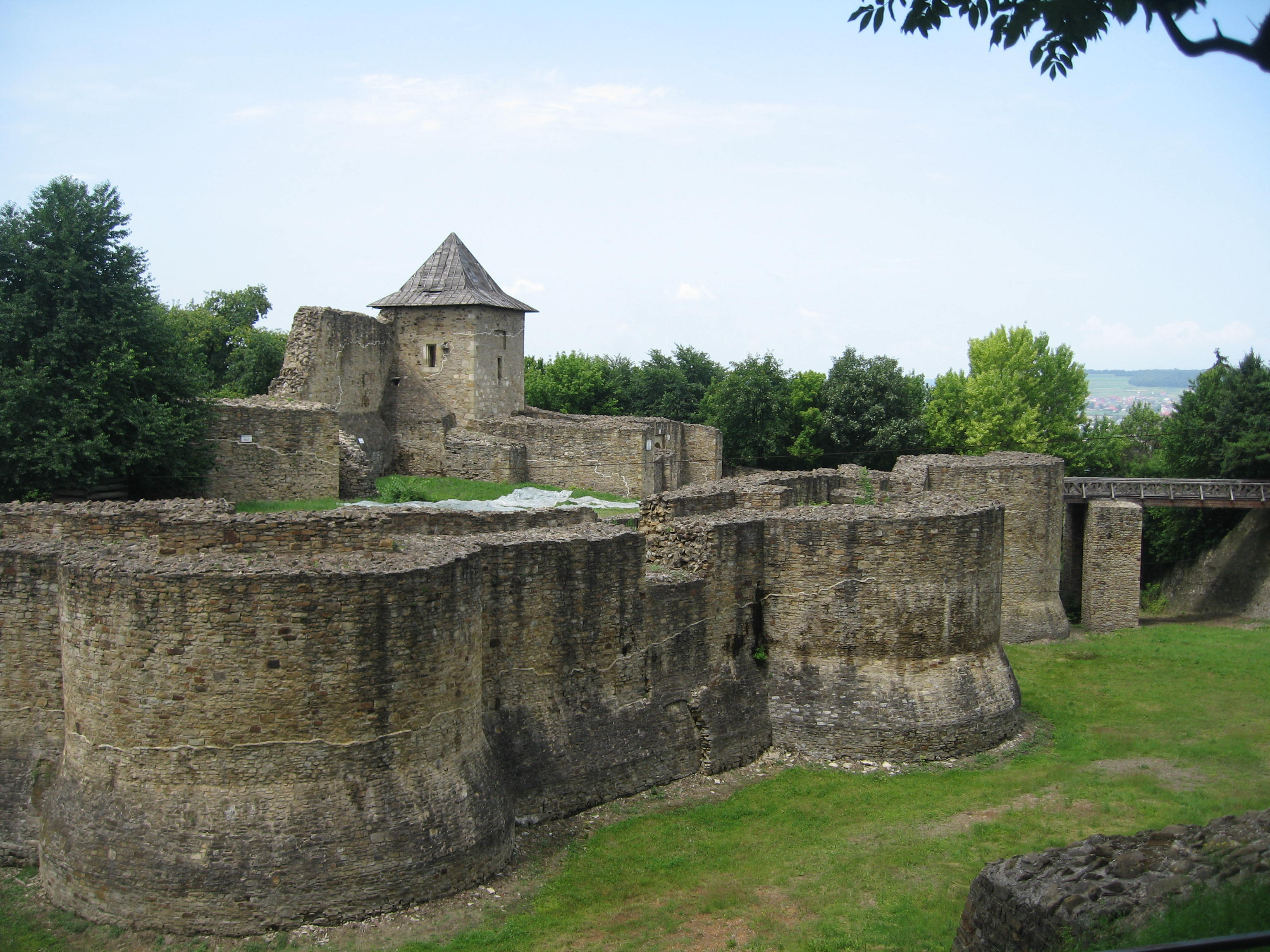
Тронна фортеця, яку безуспішно тримав в облозі польський король

Наприкінці XV століття наступ турків на північ створив умови до оборонного союзу Молдавії і Польщі. За попередньою угодою монархів польська армія вступила на територію Молдавії з наміром пройти на південь і взяти в облогу турецьку Кілію, проте несподівано відхилилася від цього маршруту і попрямувала до столиці Штефана ІІІ Сучави, щоб осадити її. У Польщі цей маневр пояснювався наміром покарати молдавського государя за його хижацькі набіги на польські землі, в Молдавії — прагненням польського короля посадити на молдавський престол свого молодшого брата Сигізмунда.
У сучасній польській історичній науці головну причину зміни маршруту просування королівського війська пояснюють непевною поведінкою воєводи Молдови, який, начебто, всупереч  обіцянкам відкрито не підтримав ідею війни проти Оттоманської Порти.
За сучасними оцінками, польське військо Яна Ольбрахта нараховувало близько 80 тис. осіб, включаючи значну частину слуг, в той час як  молдавське військо Штефана, враховуючи допоміжні валаські, турецькі і татарські загони,  близько 40 тис. вояків.
Облога Сучави виявилася вкрай невдалою. Зневірившись взяти добре укріплене місто і на вимогу угорського посольства, яке погрожувало розривом відносин між Угорщиною і Польщею в разі відмови покинути територію Молдови,  король Ян I Ольбрахт домовився з воєводою Штефаном,  що його воїнам буде дозволено безперешкодно повернутися в Польщу. Замість розореної ним раніше дороги через Хотин він пішов назад обхідним шляхом в напрямку Чернівці - Снятин. 
26 жовтня 1497 року Штефан III підстеріг польські війська у Козмінському лісі, що на півдні від Чернівців,   і за три дні розсіяв їх. Перемозі сприяло те, що в лісистій місцевості поляки не могли використовувати свою головну силу — важку кавалерію. 
Поразка ослабила сили Польщі, що, в свою чергу, незабаром спричинило спустошення країни, особливо Червоної Русі і Поділля, татарами, турками і молдавськими загонами  воєводи Штефана.  Разом з турками молдавани забрали близько 100 тис. полонених, які потім були поселені частково в Молдові, а частково в Туреччині.